# Nancy Roman
Nancy Grace Roman, född 30 maj 1925 i Nashville i Tennessee, död 25 december 2018 i Germantown i Maryland, var en amerikansk astronom och en av de första kvinnliga cheferna inom NASA. Hon är även känd som "Mother of Hubble", då hon hade en betydande roll under planerandet av Rymdteleskopet Hubble.

## Uppväxt
Nancy Roman var dotter till musikläraren och pianisten Georgia Roman och geofysikern Irwin Roman. På grund av hennes fars yrke flyttade familjen runt mycket, och familjen hade bott i fyra olika stater innan Nancy fyllt tre år. Under den stora depressionen förlorade fadern sitt jobb, vilket ledde till att familjen flyttade runt mer. Nancy Roman gick på totalt åtta skolor innan hon började på high school. På grund av de många flyttarna fick inte Nancy några syskon, då fadern ville veta i vilken stat hans barn skulle födas.
Nancy Roman visade tidigt intresse för astronomi, då hon som elvaåring startade en astronomiklubb där hon och hennes vänner träffades en gång i veckan och läste och diskuterade om de olika himlakropparna. Hon krediterar sitt intresse för astronomi till sin mor som visade henne himlakropparna och norrsken när de bodde i norra Michigan. Trots att hon tidigt mötte motstånd för sitt intresse av astronomi, på grund av att hon var kvinna, fick hon stöd av sina föräldrar. Nancy Romans far var också en tidig inspirationskälla då även han var forskare och kunde besvara många av de frågor hon hade om vetenskap.
En av Nancy Romans största utmaningar under uppväxten var att övertyga sin omgivning om att kvinnor var lämpade att bli forskare. Hon visade redan under sin gymnasietid ett stort intresse för vetenskapliga ämnen men blev tillsagd att dessa ämnen inte var lämpliga att studera som kvinna. Hon frågade om hon fick byta ut sin latinkurs mot en algebrakurs i gymnasiet men blev istället tillsagd att det inte var lämpligt för en kvinna att läsa denna typ av kurser. Det var först under sina tidiga år på universitetet som hon möttes av engagemang kring sitt intresse av vetenskapliga ämnen, där hennes examinator inom fysik stöttade hennes vetenskapliga intresse.

## Karriär
Nancy Roman gick på Swarthmore College i Swarthmore i Pennsylvania där hon tog en kandidatexamen i astronomi. Sedan doktorerade hon i astronomi på University of Chicago i Chicago i Illinois och blev doktor 1949. Efter att hon doktorerat jobbade hon på Yerkesobservatoriet som tillhör University of Chicago i sex år som forskare och lärare. Senare började hon jobba på United States Naval Research Laboratory som astronom. Roman upplevde att det var lättare att jobba som kvinna under regeringen, då de respekterade kvinnor mer än universiteten gjorde. I februari 1959 började hon sin karriär på NASA som Head of Observational Astronomy och blev sedan 1960 Chief of Astronomy. På NASA drev hon flera stora projekt, framförallt inom uppskjutning av satelliter. Hennes sista och största arbete var arbetet med rymdteleskopet Hubble där hon jobbade hårt för att driva igenom projektet, där hon tillsammans med flera ingenjörer och forskare designade grunden för teleskopet.
Strax innan hon började arbeta på NASA inledde hon ett samarbete med American Association of University Women(en) (AAUW). Genom sitt samarbete med AAUW fick hon möjligheten att bygga upp ett nätverk med andra utbildade kvinnor som delade samma intresse. Sedan Nancy Roman gått bort lämnades en stor del av hennes arv till AAUW med syftet att hjälpa andra kvinnor att bygga en karriär inom vetenskap, teknik och matematik.
1979 slutade Roman sin karriär på NASA, men fortsatte att jobba som konsult på Goddard Space Flight Center. Hon var även under hela sin karriär en stor förespråkare för kvinnor i vetenskapen. 
Nancy Roman var en av de få kvinnor med en ledande roll inom NASA, och valde därför att delta i olika kurser med fokus på kvinnans roll inom ledning. Hon visade missnöje mot kursernas innehåll då hon tyckte att alltför lite fokus låg på att lyfta upp de relevanta problemen för kvinnor i en ledande position. Som en hyllning till hennes framgång inom sitt arbete för kvinnor skapade LEGO ett set vid namn “Women of NASA LEGO set” som innehåller fyra olika legofigurer. Dessa figurer avbildar fyra banbrytande kvinnor på NASA varav Nancy Roman var en av figurerna, vilket hon sa var en av de roligaste utmärkelsen hon tilldelats.

## Utmärkelser
Ett rymdteleskop kallat Nancy Grace Roman Space Telescope är uppkallat efter henne. Uppskjutningen kommer ske tidigast 2026.
Asteroiden 2516 Roman är uppkallad efter henne.